# Brossel
Brossel war ein belgischer Hersteller von Nutzfahrzeugen und Motoren für Schienenfahrzeuge aus Brüssel. Das Unternehmen wurde 1912 von den Gebrüdern Louis, Paul und Henri Brossel gegründet.

## Nutzfahrzeuge
Zunächst wurden Lastkraftwagen repariert. Ab 1918 wurden Fahrzeuge von der Arbenz Motorwagenfabrik importiert und vertrieben. Nach deren Insolvenz kauften sie Teile des Insolvenzvermögens und montierten Arbenz-Lkw. Ab 1925 benutzten sie Brossel als Markennamen. 1928 kam es zur Umfirmierung in Automobiles Industriels Brossel Frères SA. 1967 gab es noch große Pläne zur Produktion. Jedoch wurde 1970 oder 1971 das letzte Fahrzeug ausgeliefert.
Brossel produzierte neben Lkw auch Omnibusse, Oberleitungsbusse und zeitweise auch Kleintransporter. Ein 6 t Lastwagen hatte einen Sechszylindermotor mit 6754 cm³ Hubraum mit einer Bohrung von 105 mm und einem Hub von 130 mm. Ein weiterer Lastwagen hatte einen Vierzylindermotor mit 4712 cm³ Hubraum mit einer Bohrung von 100 mm und einem Hub von 150 mm. Bei einem Bus mit 65 Sitzplätzen kam ein Sechszylinder-Motor mit 7412 cm³ Hubraum mit einer Bohrung von 110 mm und einem Hub von 130 mm zum Einsatz. Bei einem Bus aus dem Jahr 1934 mit 7.000 kg Zuladung, ebenfalls für 65 Passagiere, kam ein größerer Sechszylindermotor mit 10.179 cm³ Hubraum mit 120 mm Bohrung und 150 mm Hub zum Einsatz. Dieses Busfahrgestell hatte die Typenbezeichnung A.B. Das Unternehmen übernahm 1930 den Hersteller Bovy und 1931 den Hersteller Usines Pipe. Unter dem Namen Bovy-Pipe wurden fortan die Kleintransporter vermarktet. Brossel war in Belgien von den 1930er Jahren bis zum Produktionsende 1969 vor allem als Hersteller von Linienbussen sehr erfolgreich.

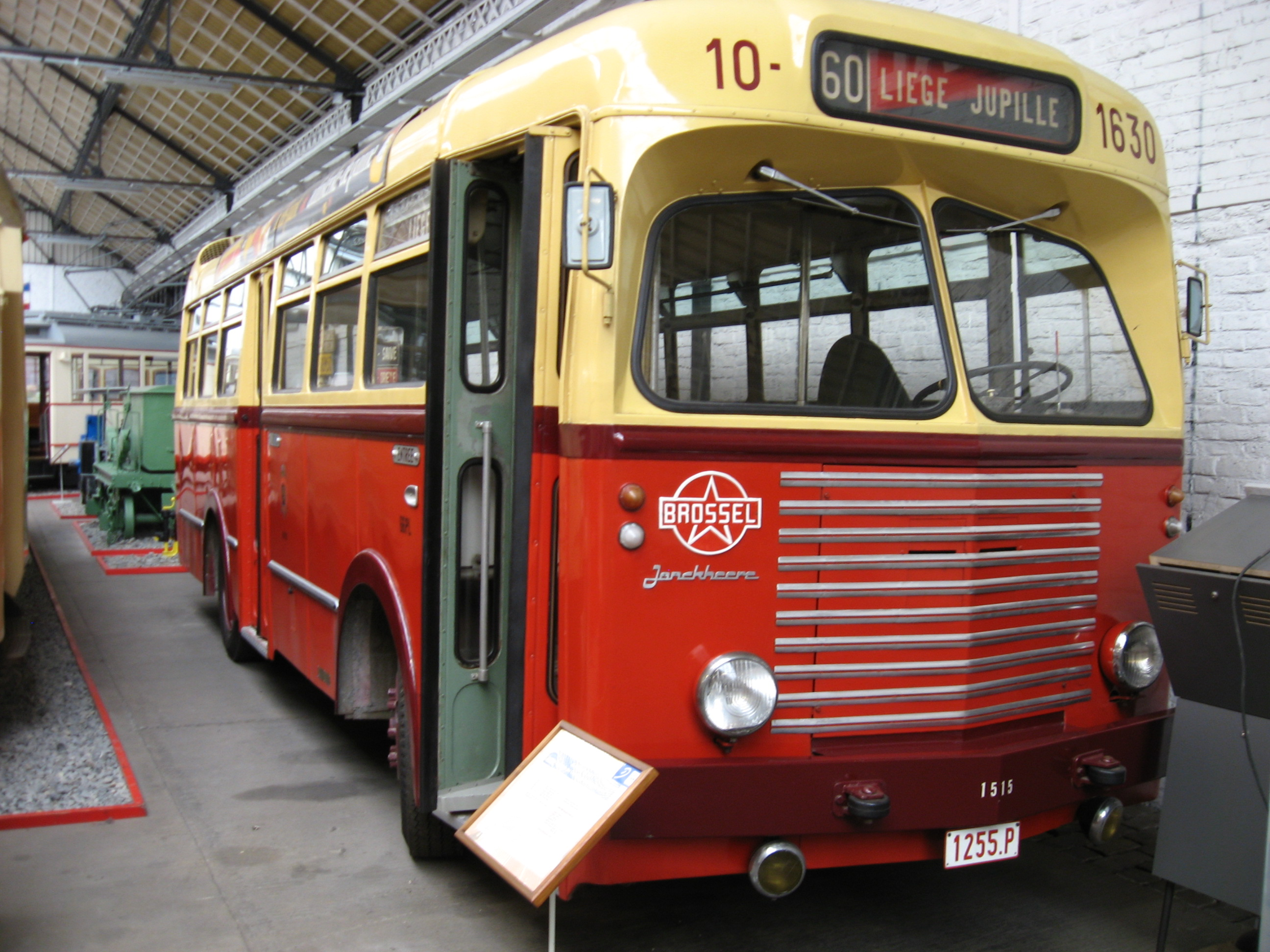
Brossel Omnibus mit Jonckheere-Karosserie
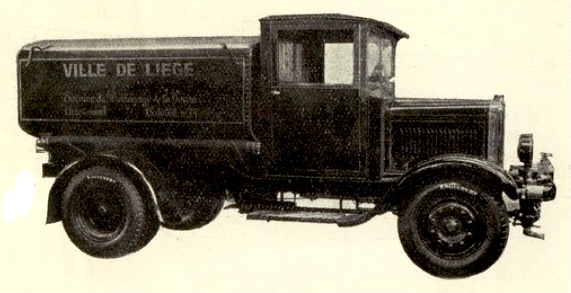
Brossel LKW mit Vierzylindermotor 4712 cm³ (Bohrung 100 mm, Hub 150 mm)
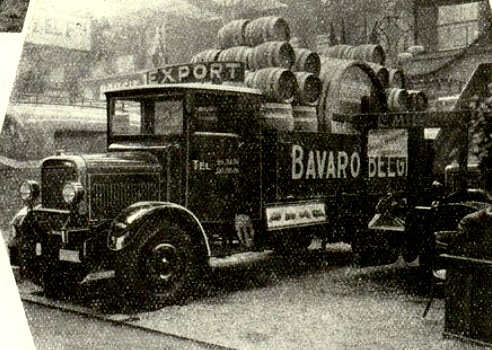
Brossel LKW mit Sechszylindermotor 6754 cm³ (Bohrung 105 mm, Hub 130 mm)
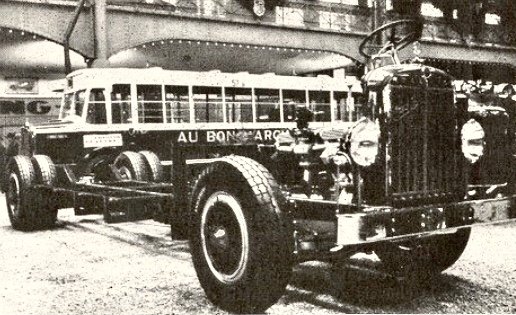
Brossel Type AB Chassis mit Sechszylindermotor 10.179 cm³ (Bohrung 120 mm, Hub 150 mm)
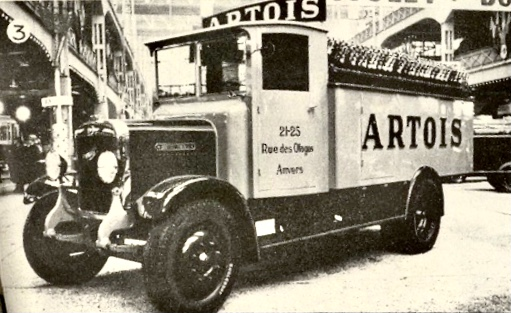
Brossel 3,5 t mit 3817 cm³ (Bohrung 90 mm, Hub 150 mm)

## Schienenfahrzeuge

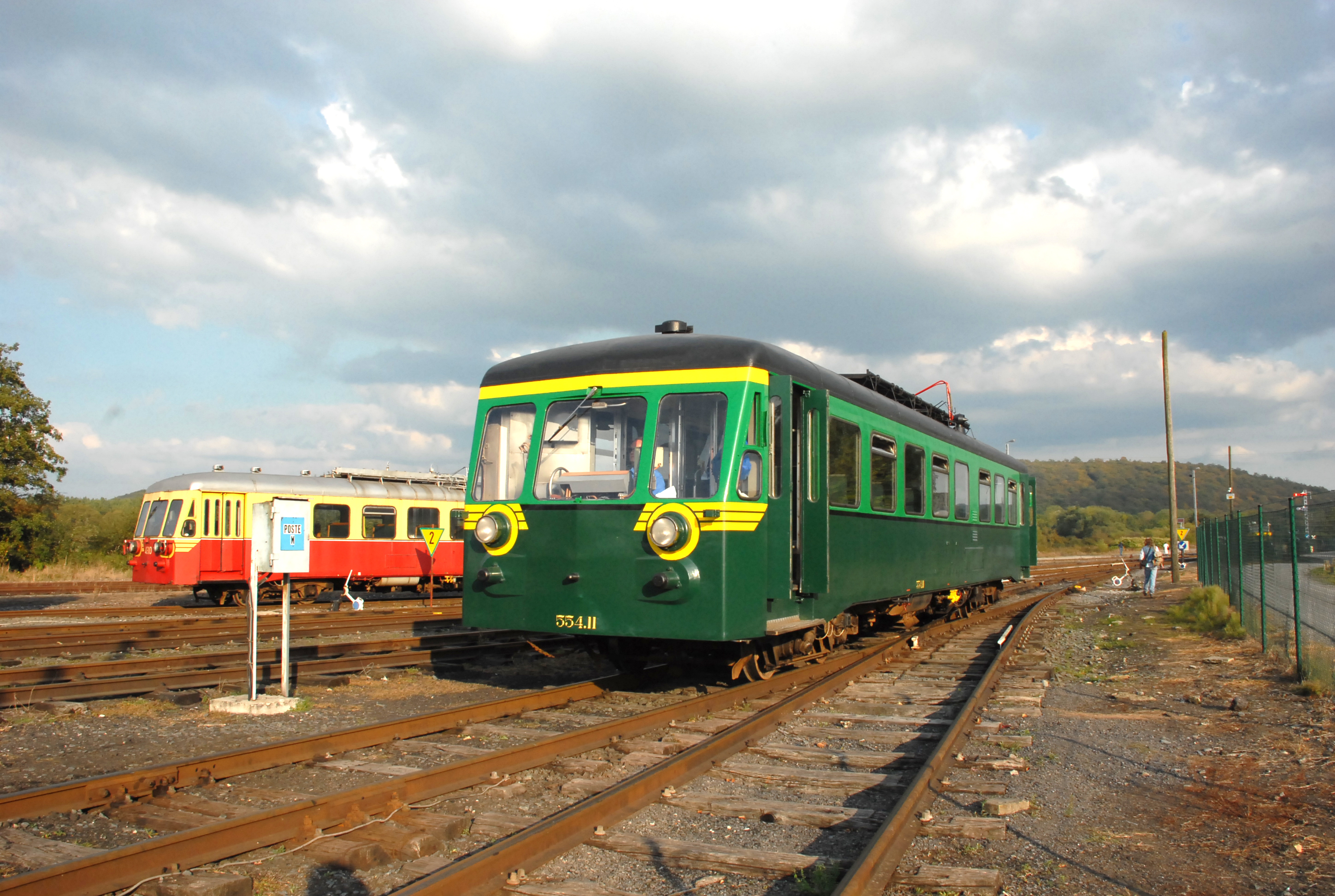
Zwei Triebwagen der Reihe 554 mit Brossel-Motoren

Brossel lieferte zwischen 1939 und 1952 Motoren für vier Serien von leichten Dieseltriebwagen für die Nationale Gesellschaft der Belgischen Eisenbahnen. Die NMBS/SNCB-Reihe 551 war der erste mit Brossel-Motoren ausgestattete Typ, vom etwa 16 Meter langen Triebwagen wurden 56 Einheiten hergestellt. Noch im selben Jahr folgten 6 Fahrzeuge der NMBS/SNCB-Reihe 552, die mit nur 11 Metern Länge deutlich kürzer war. Beide Serien erhielten einen 127 kW starken Dieselmotor mit mechanischer Kraftübertragung. 1942 wurden 50 Triebwagen der NMBS/SNCB-Reihe 553 mit einer Länge von 16 Metern und 166 kW starken Brossel-Motoren ausgeliefert. Nach Ende des Zweiten Weltkriegs wurde dieser Motor auch in die 20 im Jahr 1952 gebauten Triebwagen der NMBS/SNCB-Reihe 554 eingebaut. Diese Triebwagen blieben bis in die 1990er-Jahre im Einsatz, die Brossel-Motoren wurden jedoch bei allen Fahrzeugen dieser Reihe im Jahr 1974 gegen Maschinen von General Motors ausgetauscht.